# زمین‌لرزه ۱۹۴۳ جاوه مرکزی
زمین‌لرزه اندونزی  در تاریخ ۲۳ ژوئیه ۱۹۴۳ میلادی، برابر با ‎۳۱ تیر ۱۳۲۲، ساعت ۱۴:۵۳:۰۹ به زمان یوتی‌سی در اندونزی رخ داد. ژرفای این زلزله ۹۰ کیلومتر بود. بزرگی آن ۷٫۶ در مقیاس mB اعلام شده‌است. زمین‌لرزه به وقت محلی در روز جمعه، ساعت ۲۱ روی داده و منطقه زمانی آن یوتی‌سی +۷ بوده‌است .
سازمان زمین‌شناسی آمریکا نیز جای این زمین‌لرزه را در مختصات ۹°۳۰′جنوبی ۱۱۰°۰۰′شرقی / ۹٫۵°جنوبی ۱۱۰°شرقی و بزرگی آنرا برابر با ۸٫۱ در مقیاس ریشتر اعلام کرده‌است. ژرفای گزارش شده از سوی این سازمان ۹۰ کیلومتر می‌باشد.
شمار کشتگان زلزله حدود ۲۱۳ نفر بوده‌است.تعداد زخمیان ۲۰۹۶ نفر برآورده شده‌است.